# Friedrich Carl Albert Schreuel

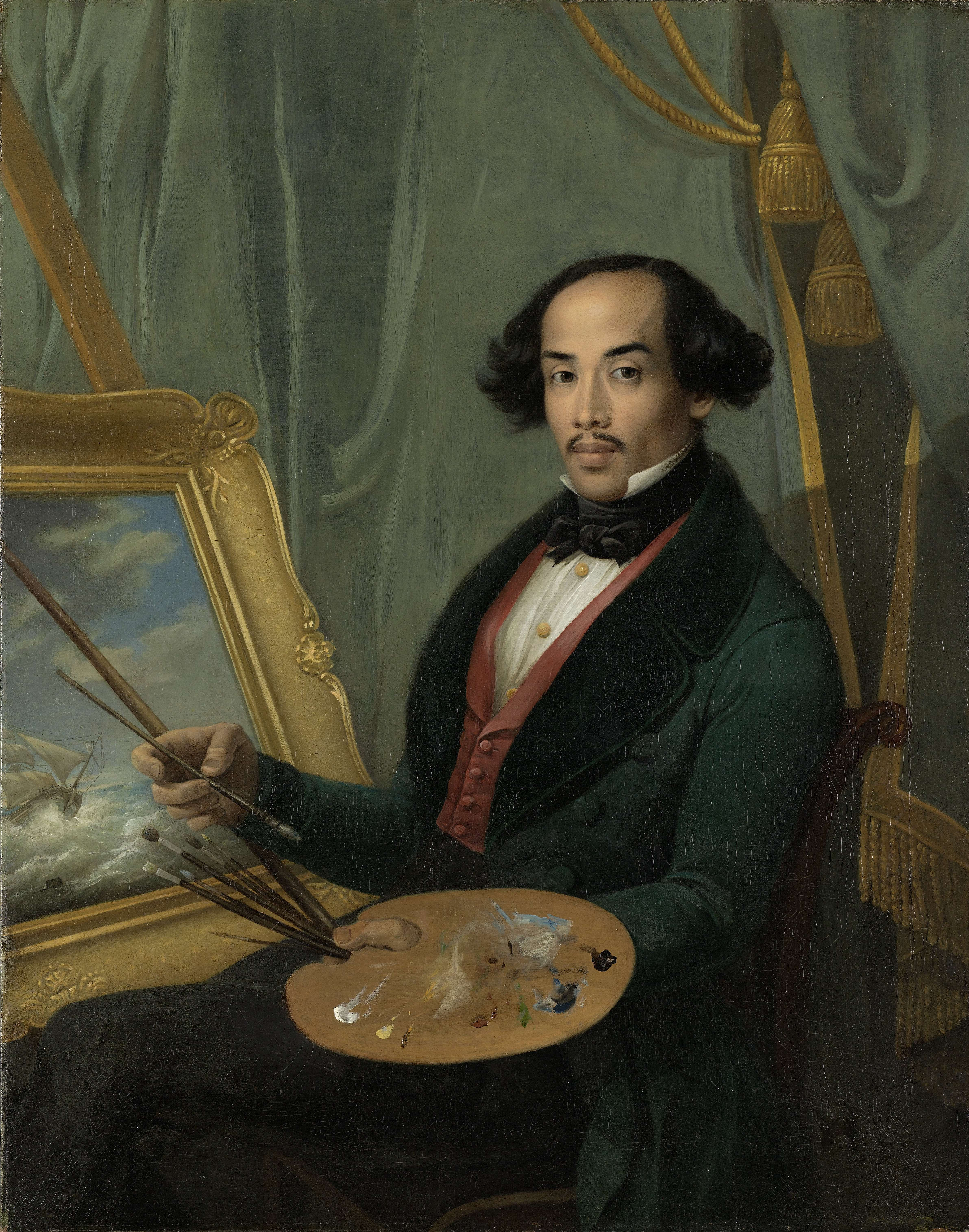
Porta-retrato de Raden Saleh, feito por Schreuel, em 1840

 Friedrich Carl Albert Schreuel, também conhecido como Frederik Albert Schreuel (14 de Junho 1773 - 1853), foi um pintor holandês.

## Vida
Schreul nasceu em Maastricht, na Holanda, em 14 de junho de 1773. Se juntou ao exército holandês ainda jovem. Ele se identificou com a pintura em 1788  e, finalmente, deixou o exército para começar a estudar arte em Berlim e posteriormente em Dresden. Passou algum tempo estudando com Josef Grassi na Academia de Dresden e logo se tornou renomado por pintar porta-retratos. Em uma das suas obras, pintou Frederico IV de Saxe-Gota-Altemburgo. Em 1840, foi nomeado o pintor oficial do reino pelo rei da Saxônia.
Acredita-se que pintou o retrato do artista javanês Raden Saleh, que agora se encontra no museu de Rijksmuseum, em Amsterdã. As estimativas para a data da pintura giram antes de 1841, por que Saleh é representado como uma vestimenta europeia, e não como um príncipe javanês, um estilo que apenas adotaria a partir daquele ano . A pintura foi apresentada pela primeira vez na Academia de Dresden em uma exposição, e foi um sucesso de crítica. No entanto, algumas pessoas questionam se não seria na verdade um auto-retrato.
Em 2005, o Rijksmuseum se referiu o trabalho como uma pintura do próprio Schreuel. Já de acordo com o Museu Antropológico de Amsterdã, seria uns dos únicos retratos de Saleh.
Morreu em Dresden, Alemanha, em 1853.